# Premetta
Le Premetta est un cépage de cuve noir.

## Zone géographique
Le cépage Premetta est cultivé en Vallée d'Aoste dans les communes de Avise, Saint-Nicolas, Arvier, Introd, Villeneuve, Aymavilles, Saint-Pierre, Sarre, Jovençan, Gressan, Aosta et Chambave à une altitude allant jusqu'à 800 m.
Sous le nom de bonda il est cultivé dans les communes de Quart, Nus, Saint-Denis et  Châtillon. Une première description du cépage sous ce nom date de 1833 (Lorenzo Gatta), on a longtemps cru les deux cépages différents et la confusion fut entretenue par l'existence d'un cépage suisse appelé lui aussi bonda.
Le premetta fait partie d'une famille de cépages typiques des régions alpines du Valais et de la Vallée d'Aoste. Les autres cépages sont le completer, le cornalin d'Aoste (ou humagne rouge), le cornalin du Valais, le crovassa, le durize, l'eyholzer, le fumin, le goron de Bovernier, l'himbertscha, l'humagne blanche, le lafnetscha, le mayolet, le ner d'Ala, la petite arvine, le petit-rouge, le planscher, le prié blanc, la rèze, le roussin, le roussin de Morgex, le vien de Nus et le vuillermin.

## Cycle végétatif
Les valeurs ont été relevées entre 1994 et 1998 dans le hameau Moncenis à une altitude de 750 m NN en exposition sud:
- Débourrement: 13 avril
- Floraison: 12 juin
- Véraison: 22 août
- Maturation: 15 octobre

## Synonyme
Bonda, neblou, neblu, prié rouge, prié rodzo, prié rosé, primetta, prometta, prumetta.

## Origine
C'est un cépage autochtone provenant de la Vallée d'Aoste.

## Sources
1. ↑  https://archive.wikiwix.com/cache/20160303000000/http://www.vivc.de/datasheet/dataResult.php?data=9693.